# Concerto pour violoncelle de Barber
Pour les articles homonymes, voir Concerto pour violoncelle  (homonymie).
Le Concerto pour violoncelle, opus 22 du compositeur américain Samuel Barber a été composé en 1945 et terminé le 22 novembre 1945.

## Historique
Le concerto a été commandé par Serge Koussevitzky et l'Orchestre symphonique de Boston. Il a été créé le 5 avril 1946 par ces interprètes accompagnant Raya Garbousova au violoncelle, qui en est la dédicataire. Samuel Barber a demandé à Garbousova de jouer presque tout son répertoire devant lui, afin qu'il puisse se familiariser avec son style d'interprétation et ses affinités naturelles. Le Concerto s'est avéré particulièrement bien conçu pour elle, et même reflète sa personnalité avec quelques subtiles tournures russes ici et là. Il traduit l'humanisme profond de son compositeur. L'andante moderato est d'une grande gravité, seule la dernière variation jouée par le violoncelle donne au spectateur un sentiment de légèreté.

## Mouvements
1. Allegro moderato
2. Andante sostenuto
3. Molto allegro e appassionato

Durée : environ 28 minutes

## Orchestration
| Instrumentation du Concerto pour violoncelle                                      |
| Cordes                                                                            |
| 1 violoncelle soliste                                                             |
| premiers violons, seconds violons, altos, violoncelles, contrebasses              |
| Bois                                                                              |
| 2 flûtes, 2 hautbois, 1 cor anglais, 2 clarinettes, 1 clarinette basse, 2 bassons |
| Cuivres                                                                           |
| 2 cors, 3 trompettes                                                              |
| Percussions                                                                       |
| timbales, caisse claire                                                           |

## Discographie
- Yo-Yo Ma et l'Orchestre symphonique de Baltimore dirigé par David Zinman - Samuel Barber - Concerto pour violoncelle et orchestre, (Op. 22, 1945) / Britten: Symphonie pour violoncelle et orchestre; 1 CD CBS Masterworks MK 44900,1989
- Steven Isserlis et l'orchestre symphonique de Saint Louis dirigé par Leonard Slatkin en 1995 (RCA).
- Wendy Warner et l'orchestre national royal d'Écosse dirigé par Marin Alsop en 2000 (Naxos).